# Delete愛人
《Delete 愛人》又名《百變愛人》，是一部由葉念琛執導的愛情喜劇。影片講述蘇波榮（王祖藍飾）被種種不如意的事情包圍，直到一天，他收到一個短訊，人生自此改變。

## 劇情
蘇波榮（王祖藍飾）生活不如意，因他有個縮骨（吝嗇）的衰老闆馬上發（許冠文飾），只顧榨盡兒子身上錢財的母親蘇太（元秋飾）和阿妹蘇依時（莊思敏 飾），整天撞板的損友華Dee（方力申飾）和文靜內向的賢淑女友鍾家寶（王菀之飾）。但榮的命運在他33歲生日那天發生了變化，他忽然擁有一種超能力，能將所有不喜歡的人從生命中刪除(delete)，搖身一變成為只喜歡自己、崇拜自己和服從自己的人。

## 演員表
| 演員          | 角色                 | 備註                      |
| ------------- | -------------------- | ------------------------- |
| 王祖藍        | 蘇波榮               | 懷才不遇的小人物          |
| 王菀之        | 鍾家寶               | 蘇波榮的女朋友(變身前)    |
| 王李丹妮      | 鍾家寶               | 蘇波榮的女朋友(變身後)    |
| 許冠文        | 馬上發               | 蘇波榮的老闆(變身前)      |
| 王敏德        | 馬上發               | 蘇波榮的老闆(第1次變身後) |
| 張智霖        | 馬上發               | 蘇波榮的老闆(第2次變身後) |
| 元秋          | 蘇波榮的母親         | 變身前                    |
| 薛家燕        | 蘇波榮的母親         | 變身後                    |
| 方力申        | 華Dee                | 蘇波榮死黨(變身前)        |
| 郭偉亮        | 華Dee                | 蘇波榮死黨(變身後)        |
| 莊思敏        | 蘇依時               | 蘇波榮的妹妹(變身前)      |
| 龍小菌        | 蘇依時               | 蘇波榮的妹妹(變身後)      |
| Kevin仔       | 型果龍               |                           |
| 高海寧        | Rose                 | 馬上發變出來的女兒        |
| 何浩文        | 家明                 | 馬上發變出來的兒子        |
| Maria Cordero | 馬上發的老婆         | 變身前                    |
| 童愛玲        | 馬上發的老婆         | 變身後                    |
| 陳嘉佳        | 羅曼蒂(蘇波榮的助手) | 變身前                    |
| 連詩雅        | 羅曼蒂(蘇波榮的助手) | 變身後                    |
| 蔡瀚億        | 溫特福               | 蘇波榮的情敵(變身前)      |
| 八両金        | 溫特福               | 蘇波榮的情敵(變身後)      |
| 吳若希        |                      |                           |
| 許紹雄        | 溫兆倫               | 溫特福的父親              |
| 崔碧珈        | 超模秘書             |                           |
| 王寶葆        | 超模秘書             |                           |
| 李梓言        | 超模秘書             |                           |
| 盧海鵬        | 鍾樂海               | 鍾家寶的父親              |
| 朱咪咪        | 鍾李露媚             | 鍾家寶的母親              |
| 雷琛瑜        | 阿珠                 | 鍾家寶的妹妹              |
| 魯芬          | 老豆（少女）         |                           |
| 姜皓文        | 黑哥                 |                           |
| 喇英          | 喇英                 |                           |
| 胡楓          | 神童修               | 馬上發的死黨              |
| 麥玲玲        | 王敏德的女友         |                           |
| 張建聲        | 范特西               |                           |
| 冼色麗        |                      |                           |
| 林盛斌        | 攝影師               |                           |
| 劉心悠        | 朱麗倩               | 華Dee的暗戀對象           |
| 路芙          | 街坊                 |                           |
| 戴耀明        | 保安員               |                           |
| 松岡李那      | 垃圾美女             |                           |
| 談善言        | 公司職員             | 蘇波榮同事                |
| 陳安立        | 公司職員             | 蘇波榮同事                |
| 貝依霖        | 公司職員             | 蘇波榮同事                |
| 李泳淇        | 公司職員             | 蘇波榮同事                |
| 陳俞希        | 公司職員             | 蘇波榮同事                |
| 黃子菲        | 公司職員             | 蘇波榮同事                |
| 林小美        | 公司職員             | 蘇波榮同事                |
| 吳海昕        | 公司職員             | 蘇波榮同事                |
| 劉振宇        | 公司職員             | 蘇波榮同事                |
| 陳婉晴        | 公司職員             | 蘇波榮同事                |

## 外部連結
- 互联网电影数据库（IMDb）上《Delete愛人》的资料（英文）
- Delete My Love (2014)，http://www.hkmdb.com/db/movies/view.mhtml?id=16864&display_set=eng（页面存档备份，存于）、http://www.hkmdb.com/db/movies/view.mhtml?id=16864&display_set=big5（页面存档备份，存于） - 香港影庫